# غير قابل للتنفيذ
إن العقد أو المعاملة غير القابل للتنفيذ هي تلك التي تكون سارية ولكن تلك التي لن تنفذها المحكمة,وعادة ما يستخدم غير القابل للتطبيق في تناقض مع الباطل -أو باطلة قبل البداية- وقابل للإبطال.
إذا أجرى الطرفان الاتفاق ، فسيكون ذلك ساريًا,لكن المحكمة لن تجبرهم إذا لم يفعلوا.
مثال على المعاملة التي هي عقد غير قابل للتنفيذ هو عقد البغاء بموجب القانون الإنجليزي . البغاء ليس في الواقع جريمة بموجب القانون الإنجليزي ، لكن كلا من التماس عاهرة والعيش من مكاسب المومس تعتبر جرائم جنائية,ولكن طالما أن العقد يتم تنفيذه بالكامل ، فإنه يظل ساري المفعول. ومع ذلك,إذا رفض أي من الطرفين إتمام الصفقة (إما المومس بعد الدفع أو الدافع بعد تلقي الخدمات) ، فلن تساعد المحكمة الطرف الذي خاب أمله.
في بعض الأحيان ، قد تكون العقود واجبة التنفيذ بطريقة واحدة وغير قابلة للتنفيذ في الاتجاه الآخر. مرة أخرى ، هناك مثال من مجال البغاء في ألمانيا ، حيث يكون البغاء قانونيًا أيضًا ، يوجد قانون - بمجرد إبرام العقد - يجعل مطالب البغايا بالدفع قابلة للتنفيذ قانونًا (حتى عبر وكالات التحصيل والمحاكم إذا لزم الأمر), ولكن مطالب جون للوفاء بالعقد وتقديم الخدمات الجنسية غير قابلة للتنفيذ. جعل المشرعون الألمان فقط مطالبات المومسات قابلة للإنفاذ لأنها كانت تهدف إلى قانون البغاء الألماني لحماية المومسات فقط ، دون مساعدة أو تعزيز مصالح مشتري الخدمات الجنسية.
يعني الطعن في العقد مهاجمة سلامة العقدإحدى الطرق التي يمكن القيام بها هي اعتبار العقد غير قابل للتنفيذ يمكن القول أن العقد غير قابل للتنفيذ إذا كان يتعارض مع قوانين الاحتيال أو قانون بيان البضائع.